# Bulle immobilière des années 1920 en Floride

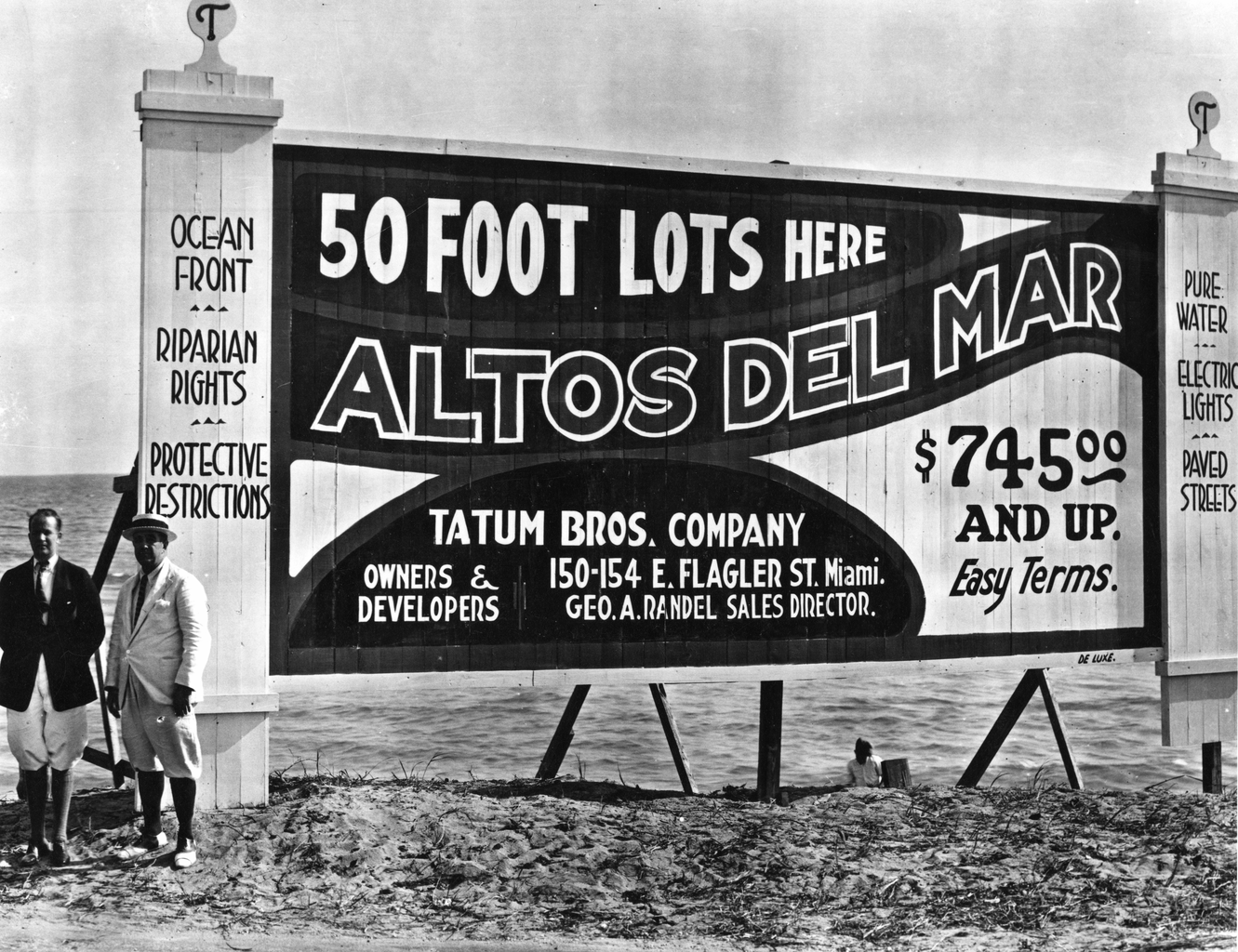
Un panneau publicitaire en 1922 pour la vente de lots de lotissement dans la région de Miami.

La bulle immobilière des années 1920 en Floride est la première bulle immobilière à atteindre cet État. Éclatant en 1926, laissant derrière elle des cités entières en chantier et des quartiers à l'état d'ébauche, elle a néanmoins modelé le futur développement économique de l'État, et contribué à la promotion de ses avantages climatiques et géographiques. Cette bulle immobilière, comme les précédentes et les suivantes, repose sur un accès facile au crédit, l'arrivée de nombreux spéculateurs externes au marché immobilier de l'État de Floride et des prix augmentant rapidement.
Au début des années 1920, la prospérité économique de la Floride en fait un candidat idéal pour une bulle immobilière.
Miami bénéficie d'une image de paradis tropical qui attire des investisseurs venus du reste des États-Unis. Le promoteur immobilier Carl Fisher vante les mérites de la ville sur Times Square avec une immense publicité lumineuse qui proclame « C’est juin à Miami ». Les prix commencent bientôt à augmenter et la spéculation immobilière suit : le nombre de nouveaux projets explose avec la hausse des prix.
En janvier 1925, les investisseurs peuvent commencer à lire des articles critiques au sujet du fait d’investir en Floride. Le magazine économique américain fondé en 1917, Forbes prévient ses lecteurs que les prix floridiens sont déconnectés de la réalité et fondés uniquement sur l’espoir de trouver un racheteur. Craignant une chaîne de Ponzi, l’IRS commence à enquêter sur les investissements immobiliers en Floride. Les nouveaux arrivants sur le marché commencent à se raréfier. L’augmentation des prix se tasse. Toutes les conditions pour l’éclatement de la bulle sont désormais réunies. L’aiguillon de cet éclatement est le naufrage de la goélette Prinz Valdemar, le 10 janvier 1926, à l’entrée du port de Miami. L’ancien navire de guerre danois devait se reconvertir en un hôtel flottant. Notons le parallèle avec l’arrivée du Queen Elizabeth 2, destiné, lui aussi à devenir un hôtel à Dubaï et l’éclatement de la bulle immobilière des années 2000 à Dubaï. Le chemin de fer, sous-dimensionné pour l’approvisionnement de la ville en nourriture, en matériaux de construction et en… nouveaux acheteurs, avait connu une hausse notable des prix du fret en 1925. Avec la fermeture du port, l’image de la ville comme paradis tropical en prenait un coup. Le fait que les actualités montrent les photos du naufrage et non plus celle de la ville en plein essor a eu un effet psychologique terrible : « Dans la période d’inactivité forcée nécessitée par les efforts pour dégager le port de Miami, beaucoup de transporteurs du nord et beaucoup de promoteurs du sud ont eu le temps de se rendre compte de ce qui se passait vraiment. »
En 1926, l’ouragan Miami provoque des destructions importantes sur les édifices construits ou en constructions et saccage des chantiers comme l’Isola di Lolando, un remblai dans la Baie de Biscayne qui n’est pas sans rappeler des projets dubaïotes tels que la presqu’île Palm Islands ou l’archipel The World. Un deuxième ouragan se répète en 1928. La chute de Wall-Street en 1929 assèche le portefeuille des investisseurs américains. Quand la Grande dépression commence, le boom immobilier est depuis longtemps tari. L’invasion de la mouche à fruit, l’année suivante finit de mettre à mal l’économie de la Floride en affectant son agriculture. L’image paradisiaque de l’État entretenu par les promoteurs auprès du grand public américain est, pour longtemps, remplacée par celle d’une sorte de bayou fangeux qui porte la poisse.